# Kevin Essmann
Kevin Essmann (* 4. Januar 1991 in Villach) ist ein österreichischer Eishockeystürmer. 

## Karriere
Kevin Essmann stammt aus dem Nachwuchs des EC VSV und  bestritt in der Saison 2008/09 elf Spiele. Sein Debüt in der Österreichischen Eishockey-Liga gab er in der Saison 2007/08. Mit der U20-Mannschaft konnte er zweimal den österreichischen Meistertitel gewinnen. Im Juli 2011 wechselte er zum EC Dornbirn aus der Nationalliga, der zweiten österreichischen Spielklasse.  

### International
Für Österreich nahm Essmann an den U18-Junioren-B-Weltmeisterschaften 2008 und 2009 sowie der U20-Junioren-B-Weltmeisterschaft 2011 teil. 

## Erfolge und Auszeichnungen
- 2007 Österreichischer Jugendmeister mit dem EC VSV
- 2008 Österreichischer Jugendmeister mit dem EC VSV